# Frédéric Vaultier
Pour les articles homonymes, voir Vaultier.
Marie Claude Frédéric Étienne Vaultier, né à Barbery le 22 février 1772, mort à Caen le 21 janvier 1843, est un historien et homme de lettres français.

## Biographie
Vaultier avait fait de brillantes études lorsque éclata la Révolution française. Il sympathisa particulièrement avec le parti girondin, et surtout avec ceux de ce parti qui vinrent se réfugier à Caen après la journée du 2 juin 1793. Son existence ne fut cependant pas mêlée aux grandes agitations politiques d’alors. Elle se concentra plutôt sur les études et les préoccupations érudites.
Professeur et doyen à la faculté des lettres de Caen, Vaultier a fourni, de 1825 à 1840, plusieurs articles aux Mémoires de l’Académie de cette ville dont il était également membre.

## Publications
- De la traduction, Paris, Fain, 1812.Thèse soutenue en 1812 devant la faculté des lettres de Paris pour l’obtention du grade de docteur. Imprimée pour la première fois en 1812, in-4°, Cette dissertation insérée dans le Bulletin de l’instruction publique et des sociétés savantes de l’Académie de Caen, 1842, offre des points de vue neufs pour son époque, Vaultier plaidant pour la fidélité relative de la traduction de l’original.
- Causarum causa Deus, autre thèse, 1812, in-4°.
- Essais de traduction de poésie sacrée, précédés d'une exposition de principes sur l'objet et les conditions de ce travail, Caen, J. Chalopin, 1829.
- Recherches historiques sur l’ancien pays de Cinglais du diocèse de Bayeux, Caen, A. Hardel, 1837, in-8°.
- De la poésie lyrique en France aux 14e et 15e siècles, Caen, A. Hardel, 1840, in-8°.
- Analyse rythmique du vers alexandrin, Caen, A. Hardel, 1840.
- Notice sur la vie et les travaux littéraires de M. l’abbé Delarue, Membre, Caen, Mancel, 1842, in-8°.
- Histoire de la ville de Caen depuis son origine jusqu'à nos jours, Caen, Mancel, 1843 (lire en ligne).

## Sources
- Joseph-François Michaud, Louis-Gabriel Michaud, Biographie universelle, ancienne et moderne ou, Histoire, par ordre alphabétique de la vie publique et privée de tous les hommes qui se sont fait remarquer par leurs écrits, leurs actions, leurs talents, leurs vertus ou leurs crimes, vol. 43, Paris, Mme Desplaces, 1815, p. 33-34.
- Félix Bourquelot, La Littérature française contemporaine, Paris, Delaroque ainé, 1857, p. 536.
- Édouard Frère, Manuel du bibliographe normand, Rouen, Le Brument, 1860, p. 592.
- Théodomir Geslain, La Littérature contemporaine en province : portraits biographiques et littéraires, mouvement littéraire, Mortagne, Daupeley frères, 1860, p. 245.
- Daniel Jordell, Henri Stein, Catalogue général de la librairie française : 1840-1865, t. 4, Paris, Otto Henri Lorenz, 1871, p. 245.